# 疤面煞星
《疤面煞星》（英語：Scarface）是一部於1983年上映的美國犯罪片，由布萊恩·狄帕瑪執導，奧利佛·史東編劇。本片是1932年英文同名電影《疤面人》的重拍版。本片講述身無分文的古巴難民東尼·蒙大拿（艾爾·帕西諾飾演）到達了1980年代的邁阿密，並成為大毒梟的故事。其他演員還有瑪麗·伊莉莎白·瑪絲楚湯妮奧、史蒂芬·鮑爾和蜜雪兒·菲佛。
《疤面煞星》1983年12月9日於美國上映，並獲得了成功的票房。但電影獲得了褒貶不一的評價，多數影評人批評其過度的暴力和藥物用法。在邁阿密的一些古巴外籍人士對於片中將古巴人塑造成罪犯和毒販而感到反感。但在數年後，本片獲得影評人重新看待，被一些人認為是最佳黑幫電影之一，身為編劇和導演的馬丁·史柯西斯也稱讚本片。其音樂、漫畫和遊戲也在粉絲間造成迴響，形成了一股邪典追捧。

## 劇情
卡斯楚執政之後，許多人逃出古巴，東尼是眾多難民之一，臉上有一道長疤痕的他，與好友曼尼來到了美國邁阿密，一無所有的他們開始為黑道老大、毒梟法蘭克辦事，多次立下汗馬功勞，以勇猛聞名於江湖。
但功高震主，法蘭克開始猜忌東尼，東尼與產地製毒商索薩的合作被法蘭克反對，加上法蘭克的女友艾薇拉似乎與東尼產生情愫；法蘭克憤怒，派人行刺東尼，東尼負傷，東尼與曼尼也隨即報復，殺死了法蘭克自立門戶，與索薩合作販毒，很快地成為家喻戶曉的大毒梟。
東尼發跡以後，因自身的傲慢、凶悍及貪婪，導致身邊的家人或朋友都因此而遠離，甚至被東尼殺死。例如忠實的夥伴曼尼，就因為與東尼的妹妹吉娜談戀愛而被東尼槍決。
一次與索薩的合作，東尼中途改變主意，不願意連帶殺死行刺對象的老婆與孩子，還殺了索薩的一名部下，導致與索薩的合作失敗，悲憤的索薩派出一支部隊，攻入了東尼的豪宅.....。

## 演員
- 艾爾·帕西諾飾演東尼·蒙大拿（英语：Tony Montana）
- 史蒂芬·鮑爾飾演曼尼·瑞貝拉（Manny Ribera）
- 蜜雪兒·菲佛飾演艾薇拉·漢考克（英语：Elvira Hancock）
- 瑪麗·伊莉莎白·瑪絲楚湯妮奧（英语：Mary Elizabeth Mastrantonio）飾演吉娜·莫塔納（Gina Montana）
- 保羅·沙納（英语：Paul Shenar）飾演亞歷山卓·索薩（英语：Alejandro Sosa）
- 羅伯特·勞吉亞飾演法蘭克·羅培茲（Frank Lopez）
- 米瑞雅姆·科隆（英语：Míriam Colón）飾演喬姬娜·莫塔納（Georgina Montana）
- F·莫瑞·亞伯拉罕飾演歐瑪·蘇亞雷斯（Omar Suárez）
- 哈里斯·尤林（英语：Harris Yulin）飾演梅爾·包恩斯坦（Mel Bernstein）

## 製作

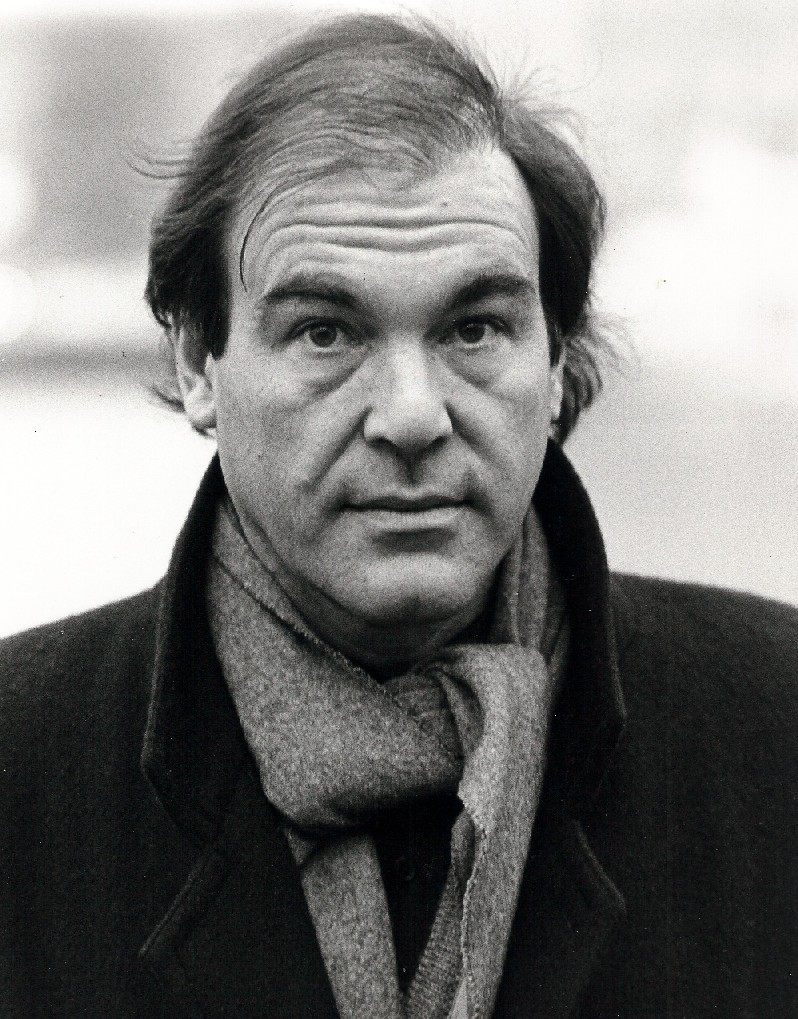
奧利華·史東（圖片為1987年）為《疤面煞星》寫劇本的同時還為自己對可卡因成癮而掙扎。

阿爾·柏仙奴在洛杉磯的蒂芙尼劇院觀看過1932年的英文同名電影《傷面人》後，便開始開發《疤面煞星》。後來他打電話給他的經紀人、監製馬丁·布萊格曼，並告訴布萊格曼重拍這部電影的可能性。柏仙奴原本想保留電影中那段歷史時期的部分，但卻意識到由於它的誇張性質，所以很難去實現。薛尼·盧密成為導演，開發了有關在馬列爾事件期間古巴人東尼·莫塔納抵達美國的概念。
布萊格曼和盧密的創作差異導致盧密退出該項目。盧密希望做出一個更政治化的故事，集中在指責現任總統的政府令可卡因大量湧入美國，而布萊格曼則不同意盧密的觀點。布萊格曼用白賴仁·狄龐馬取代盧密，並聘請編劇奧利華·史東，後來表示只用了四通電話來確保他們的參與。史東看過原本的1932年《傷面人》，而且不喜歡這部電影，所以他最初拒絕了該提議。直到他與盧密交談後，他才接受這一提議，因為他們同意將該電影從以前的時代轉變成一部當代電影，說：「薛尼有一個好主意，可以把1930年代美國禁酒令的黑幫電影製作成一部現代移民黑幫電影，涉及同樣問題，而我們用禁毒代替禁酒。禁毒與禁酒創造了同樣的犯罪類型，就像黑手黨。」史東在應付自己的可卡因成癮的同時研究了劇本。他和布萊格曼做了他們自己的研究，前往佛羅里達州的邁阿密，在那裡他們獲得機會看到美國檢察官辦公室和有組織犯罪局的記錄。史東搬到巴黎寫劇本，認為他在美國時無法切斷他的成癮，在2003年的一次採訪中說他當時完全脫離毒品，「因為我不認為可卡因有助於寫作，這是對腦細胞具有非常破壞性的。」

## 續集
2001年，傳出片商將計劃推出《疤面煞星》的續集，名為《東尼之子》（Son of Tony），並由嘻哈歌手古巴·林克主演。但計劃引起了網上正反兩極的反應，幾年後，古巴·林克表示，他可能不再參與該計劃，主要因為版權和創意控制等問題。之後，續集的計劃並未有更進一步的消息，因此被認為已作廢。

## 重拍版
2011年，環球影業宣布，他們正在發展一部新版的《疤面煞星》電影。官方表示，這部片既不是續集也不是重拍，而是一部全新的電影，但它將會採用1932年電影《疤面人》的元素。而馬丁·布萊格曼則也將監製1983年版本電影的重拍，劇本由大衛·艾亞負責，而大衛·葉慈正在會談擔任導演。
2014年3月24日，TheWrap報導，帕布羅·拉瑞恩在會談執導電影，而劇本是由保羅·艾登納西歐負責。這部電影將會是一個原創的故事，被設定於現代的洛杉磯，敘述墨西哥移民為了實現自己的美國夢而在黑社會中崛起。強納森·赫曼於2015年3月被聘來為劇本的初稿進行重寫。
2016年8月10日，Deadline.com報導，安東尼·法奎正在會談執導新版《疤面煞星》。2016年9月28日，《綜藝》報導，泰倫斯·溫特將為電影撰寫劇本。2017年1月，法奎退出了該計劃，而電影男主角則由狄亞哥·盧納飾演。2017年2月10日，宣布該電影將於2018年8月10日在美國上映，而劇本則由柯恩兄弟負責。2020年5月，盧卡·格達戈尼諾接手擔任導演。

## 榮譽
| 獎項         | 類別                 | 得獎人          | 結果 |
| ------------ | -------------------- | --------------- | ---- |
| 金球獎       | 最佳戲劇類電影男主角 |                 | 提名 |
| 金球獎       | 最佳電影男配角       | 史蒂芬·鮑爾     | 提名 |
| 金球獎       | 最佳原創配樂         | 喬治歐·莫瑞德   | 提名 |
| 電影聲音剪輯 | 金捲軸獎最佳音效剪輯 | 莫里斯·謝爾     | 提名 |
| 金酸莓獎     | 最差導演             | 布萊恩·狄帕瑪   | 提名 |
| 衛星獎       | 最佳經典DVD發行      | 最佳經典DVD發行 | 提名 |

## 外部連結
- 互联网电影数据库（IMDb）上《Scarface》的资料（英文）
- Box Office Mojo上《Scarface》的資料（英文）
- 爛番茄上《Scarface》的資料（英文）
- Metacritic上《Scarface》的資料（英文）